# Sjogerstads kyrka
Sjogerstads kyrka är en kyrkobyggnad som sedan 2010 tillhör Skultorps församling (1992-2010 Sjogerstad-Rådene församling och tidigare både Sjogerstads församling och Rådene församling) i Skara stift. Den ligger i kyrkbyn Sjogerstad söder om Skultorp i Skövde kommun.

## Historia

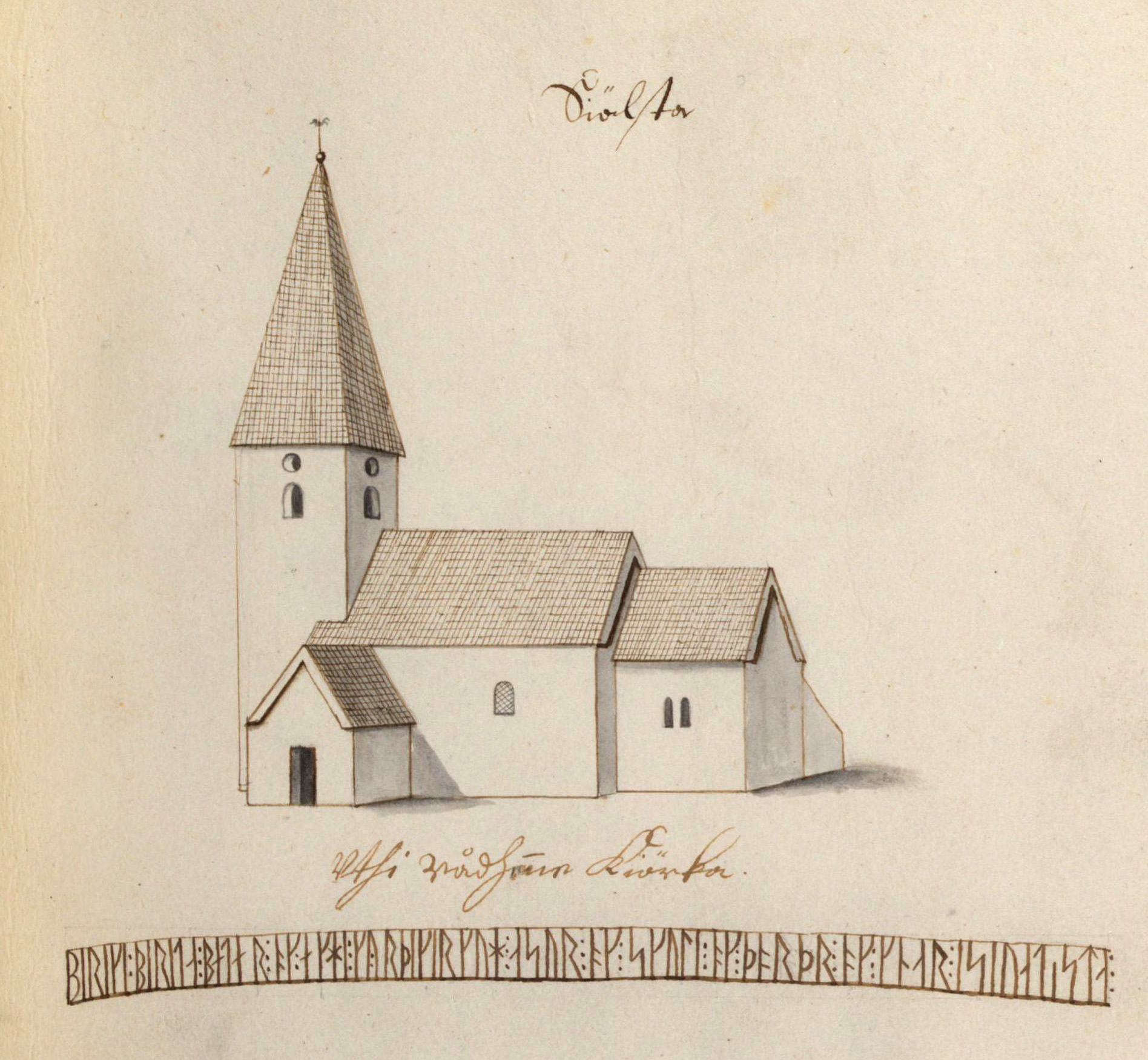
Medeltidskyrkan på teckning omkring 1670.

Den nuvarande kyrkan ersatte två medeltida kyrkor. Den ena låg i Sjogerstad, fem kilometer sydost om nuvarande kyrkplats, och den andra var Rådene kyrka. Båda de gamla byggnaderna revs.

### Den gamla kyrkan
Av kyrkplatsen där medeltidskyrkan låg återstår idag en ödekyrkogård, som utmärks av en minnessten. Som kyrkan återges i Monumenta hade den långhus med rakt avslutat kor, ett vapenhus i söder och ett torn i väster. Enligt en inventering 1828 var kyrkorummet välvt och smyckat med "uti limfärg målade åtskillige Bilder och Sirater, efter de äldres bruk med åtskillige Bibliske språk och inskrifter".

## Kyrkobyggnaden
Nuvarande kyrka i nygotisk stil på fot av huggen sten uppfördes efter ritningar av arkitekt Per Ulrik Stenhammar vid Överintendentsämbetet och invigdes 1866. Arbetet utfördes under byggmästarna G. Anderssons och J. Larssons från Varola, ledning. Stenkyrkan består av långhus med kor i öster och en sakristia öster om koret som skiljs av med ett korskrank. Vid västra kortsidan finns ett smalare kyrktorn med en spira på 12,7 m. Från början kläddes den med kopparplåt där kostnaden täcktes helt av kyrkoherden i Sjogerstads pastorat Jonas Bornander med 1535 rdr rmt. Kyrkan har tre vapenhus, ett i tornets bottenvåning, ett vid södra långsidan samt ett vid norra långsidan. Kyrkan är välbevarad såväl in- som utvändigt. Dörrar och fönster är gjorda i spetsbågestil.
Kyrkorummet har ett gråmålat tredingstak och koret har en låg dekorativ vägg som skärmar av sakristian. 
På kyrkogården ligger den kände psalmdiktaren Paul Nilsson begravd.

## Inventarier
- I kyrkan finns två dopfuntar. Ena funten i sandsten är från 1100-talet. Andra funten i kalksten är från 1200-talet.
- Altaruppsatsen är från 1675 och ommålad 1754 och härstammar från medeltidskyrkan. Altaruppsatsen har en Golgatagrupp i mitten och evangelister på sidorna.
- Predikstolen från 1866 är samtida med kyrkan. Predikstolen är rund och gråmålad och hänger på väggen. Ljudtaket är stjärnvälvt och runt.
- En målning från 1600-talet har motivet "Symeon bär Jesusbarnet" (Lukas 2:25-35). Ytterligare fyra målningar är från 1700-talet.
- Från Rådene kyrka kommer ett i södra innerväggen inmurat tympanon.

### Klockor
Kyrkan har tre senmedeltida klockor och alla saknar inskrifter.

### Orgel
Orgeln, som är placerad på läktaren i väster, är tillverkad 1965 av Nordfors & Co och har en ljudande fasad från samma tillkomstår. Instrumentet har sjutton stämmor fördelade på två manualer och pedal.

## Bilder

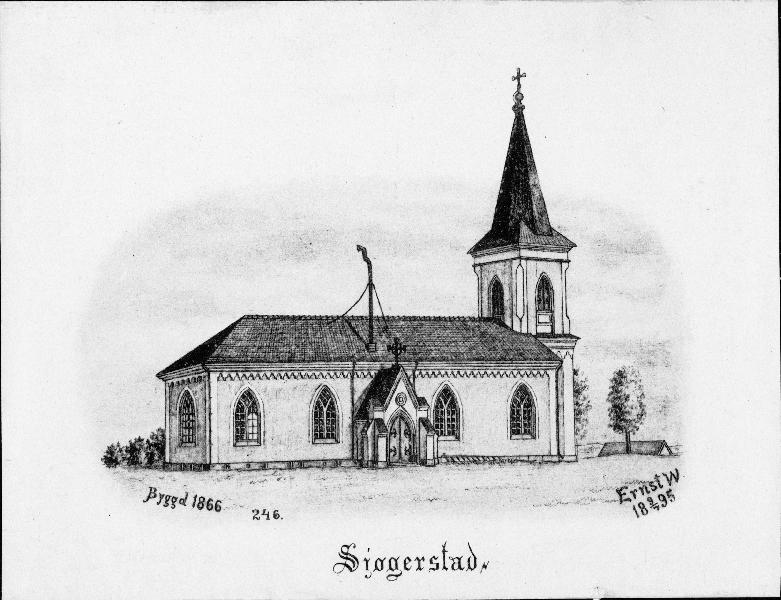
Kyrkan på teckning från 1895.
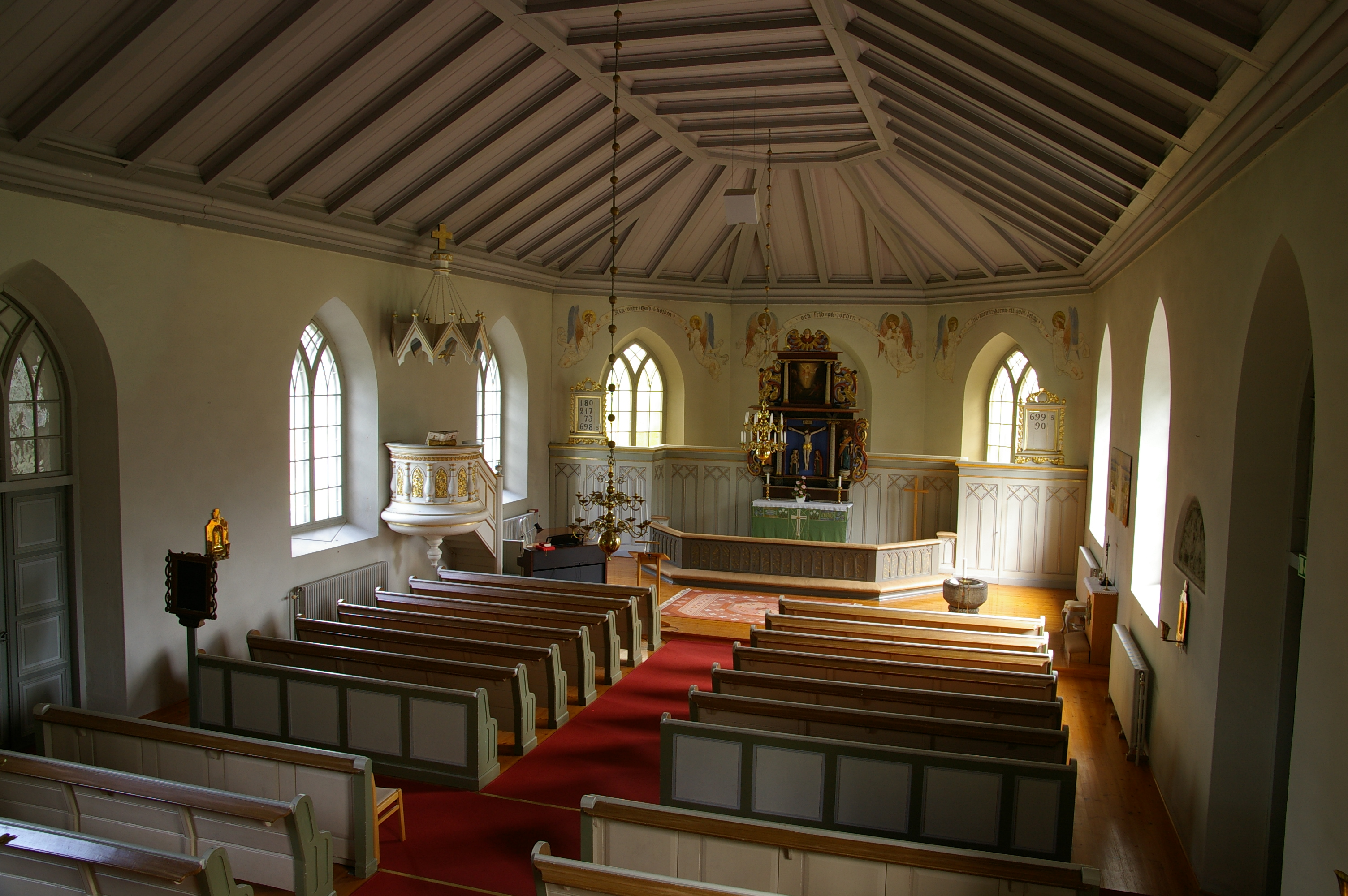
Interiör mot koret.
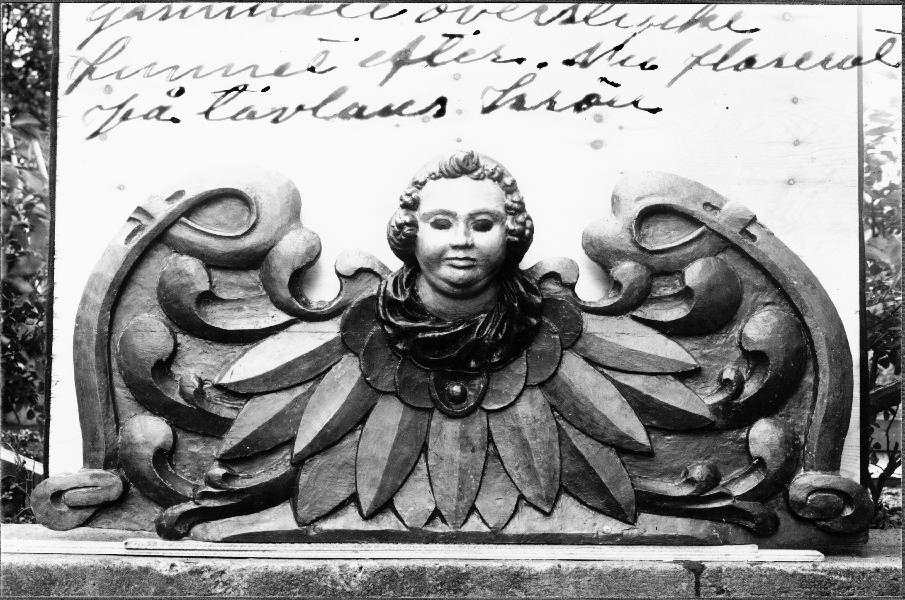
Detalj av altarprydnaden.
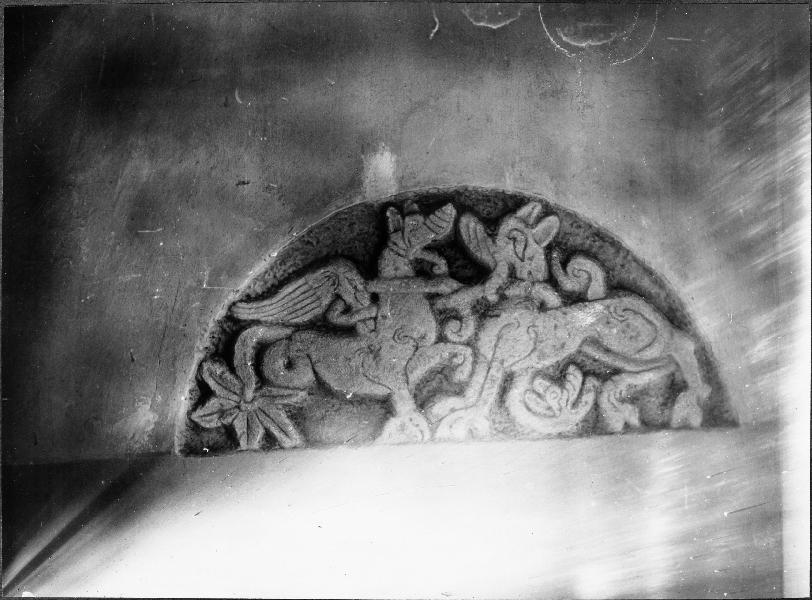
Tympanon från Rådene kyrka.